# 陈宗周 (1953年)
陈宗周（1953年—），中国传媒企业家，《电脑报》创办人，《环球科学》杂志社长，长期从事科技传媒工作，参与创办多种科普刊物。

## 生平
陈宗周1953年生于上海，幼年随家人辗转湘潭、洞庭湖一带，最终定居重庆。他早年因家庭成分问题未能进入高中，后自学电子工程，并通过自学考试获得电子专业大专文凭。
1982年，陈宗周进入《科学爱好者》杂志社（后改名《课堂内外》）担任编辑，并逐步成为编辑室主任。1987年，他调任重庆市计算机普及中心，开始从事计算机科普工作。1992年，他创办《电脑报》，该报此后成为中国发行量较大的IT类报刊之一。2003年，《电脑报》进行改制，并引入TOM集团作为合作方。
2006年，陈宗周参与创办《环球科学》，该杂志成为《科学美国人》在中国的正式中文版，专注于国际科技资讯的引进和传播。